# Florin Șerban
Florin Șerban (n. 21 ianuarie 1975, Reșița) este un regizor român. Filmul său Eu când vreau să fluier, fluier a câștigat Ursul de Argint, Marele Premiu al Juriului și Premiul Alfred Bauer la a 60-a ediție a Festivalului Internațional de Film de la Berlin din 2010. Filmul a fost de asemenea selecționat pentru Cel mai bun film într-o limbă străină la cea de-a 83-a Ceremonie a Premiilor Oscar, dar nu a reușit să ajungă pe lista finală.    
Cel de-al doilea film al său, Box (2015), a avut premiera la Festivalul Internațional de Film de la Karlovy Vary, unde a câștigat premiul FIPRESCI. Filmul a fost prezentat și la Festivalul Internațional de Film de la Toronto 2015[1] , dar și în cadrul altor 10 festivaluri naționale și internaționale.
Cel de-al treilea film al său se numește Dragoste 1. Câine (2018) și este cel care deschide ciclul Trilogia Dragostei, trei filme despre trei feluri de dragoste. A câștigat premiul CINEUROPA al criticilor europeni de film și premiul Art Cinema la Festivalul Internațional de Film de la Sarajevo.
Cel de-al patrulea film al său se numește Dragoste 2. America (2020) și este partea a doua din Trilogia Dragostei.

## Filmografie
- Mecano - coproducător - scurtmetraj - 2001
- Jumătate de oraș face dragoste cu cealaltă jumătate - scurtmetraj - 2002
- Eu când vreau să fluier, fluier - 2010
- Box (film din 2015)
- Omul care nu a spus nimic - scurtmetraj - 2016
- Dragoste 1. Câine - 2018
- Dragoste 2. America - 2020
- Neidentificat (2020) - producător

## Premii
| An   | Festival                                            | Premiu                                       | Categorie                                                               | Numele persoanei care a primit premiul |
| 2010 | Festivalul Internațional de Film de la Berlin       | Ursul de Argint                              | Marele Premiu al Juriului acordat lui Florin Șerban                     | Florin Șerban                          |
| 2010 | Festivalul Internațional de Film de la Berlin       | Premiul Alfred Bauer                         | Premiul Alfred Bauer acordat lui Florin Șerban                          | Florin Șerban                          |
| 2010 | Festivalul Internațional de Film European Cinedays  | Premiul pentru cel mai bun regizor           | Cea mai bună regie                                                      | Florin Șerban                          |
| 2010 | Festivalul Internațional Cleveland                  | Premiul pentru cel mai bun film est-european | Cel mai bun film est-european. Central and Eastern European Competition | Florin Șerban                          |
| 2010 | Festivalul Internațional de Film Santa Barbara      | Premiul pentru cel mai bun film est-european | Cel mai bun film est-european. Eastern Bloc Competition                 | Florin Șerban                          |
| 2010 | Festivalul Internațional de Film Annonay            | Premiul pentru cel mai bun debut             | Cel mai bun debut. Competiția oficială                                  | Florin Șerban                          |
| 2010 | Festivalul Internațional de Film Zlin               | Premiul pentru cel mai bun debut             | Cel mai bun debut. Competiția debut european                            | Florin Șerban                          |
| 2010 | Festivalul Internațional de Film Thriller Beaune    | New Blood Prix                               | Best New Blood Competition                                              | Florin Șerban                          |
| 2010 | Festivalul Internațional de Film Transilvania       | Premiul pentru cel mai bun film românesc     | Cel mai bun film românesc                                               | Florin Șerban                          |
| 2011 | Premiile Gopo                                       | Gopo                                         | Cea mai bună regie [5]                                                  | Florin Șerban                          |
| 2011 | Premiile Gopo                                       | Gopo                                         | Cel mai bun debut                                                       | Florin Șerban                          |
| 2015 | Festivalul Internațional de Film de la Karlovy Vary | Premiul FIPRESCI                             | Premiul criticii                                                        | Florin Șerban                          |
| 2018 | Festivalul Internațional de Film de la Sarajevo     | Priemiul Cineuropa                           | Competiția oficială                                                     | Florin Șerban                          |
| 2018 | Festivalul Internațional de Film de la Sarajevo     | Premiul ART CINEMA                           | CICAE Arhivat în 1 iunie 2012, la Wayback Machine.                      | Florin Șerban                          |

## Interviuri
- FLORIN SERBAN- ROMÂNUL CARE A SPERIAT URSUL… - interviu de Tudor Caranfil Arhivat în 1 februarie 2014, la Wayback Machine., 1 martie 2010, Tudor Caranfil, Revista Tango
- INTERVIU Florin Șerban: „La Cluj am venit puști și am plecat bărbat”, 28 martie 2010, Radu Neag, Adevărul

1. ↑  Florin Şerban
2. ↑  2015 Festival Awards, fipresci.org